# Can Cots (Guixers)
Can Cots és una masia situada al municipi de Guixers a la comarca catalana del Solsonès construïda aproximadament pel 1800. Darrerament ha estat utilitzada com a casa de colònies per a infants.